# Eucereon dova
Eucereon dova là một loài bướm đêm thuộc phân họ Arctiinae, họ Erebidae.